# Mercury Records
Mercury Records — английская звукозаписывающая компания, основанная в Чикаго в 1945 году. Филиал компании принадлежит одному из крупнейших мировых медиа-холдингов, входящего в Большую тройку — Universal Music Group. Один из известных лейблов, ориентировавшихся на такие жанры, как джаз, блюз, классическая музыка, рок-н-ролл и кантри.

## История
Компания основана Ирвингом Грином, Берлом Адамсом и Артуром Талмадджем. В первые годы существования «Mercury Records» построила два завода по производству грампластинок — один из которых находился в Чикаго, другой в Сент-Луис. Компания применяла в производстве автоматические прессы и, работая в 24-часовом режиме, быстро встала на один уровень с известными лейблами типа «Columbia Records», «Decca Records», и «RCA Records».
Наняв двух промоутеров — Тини Хилла и Джимми Хиллиарда, — лейбл вышел на рынок поп-музыки с записями таких певцов, как Фрэнки Лэйн, Вик Демоун, Тони Фонтейн и Петти Пейдж.
В 1947 году музыкант, публицист/менеджер Джек Раэль убедил «Mercury Records» позволить Петти Пейдж, сделать запись песни, которая прежде была запланирована в исполнении Вик Дамоун — «Confess» (Признайся). Бюджет был слишком мал, чтобы нанять второго певца, таким образом, по предложению Джека Раэля, певица сосредоточила в записи оба голоса. Этот метод стал первым официальным примером «сверхдублирования», в котором Петти Пейдж стала одной из первых и самых известных артисток в использовании подобного способа.
Компания выпускала огромное количество записей под лейблом Mercury, а так же под лейблами своих филиалов:
(Blue Rock Records, Cumberland Records, EmArcy Records, Fontana Records, Limelight Records, Philips Records, Smash Records и Wing Records). Кроме того, компания арендовала и купила музыкальный материал независимых лейблов и переиздавала его.
Под собственным лейблом Mercury выпускала записи различных стилей от классической музыки до психоделического рока.  Дочерние лейблы сосредоточились на специализированных музыкальных жанрах.
В 1951 году, под руководством звукозаписывающего инженера К. Роберта Файна и продюсера Дэвида Холла, «Mercury Records» был создан проект «Сингл-микрофон» для приверженцев минимализма монофонической звукозаписывающей техники. Первой записью в этих Новых Олимпийских Сериях Mercury (Mercury Olympian Series) стала широко известная сюита М. П. Мусоргского из 10 пьес с интермедиями — «Картинки с выставки», исполненная Рафаэлем Кубеликом и Чикагским Симфоническим Оркестром. Музыкальный критик влиятельной американской газеты «Нью-Йорк таймс» охарактеризовал мелодию как «жизнь в живущем присутствии оркестра», после чего «Mercury Records» продолжила выпуски классической музыки под серийным именем Living Presence. Практически все они исполнялись женой Роберта Файна — Вилмой Файн Козарт. В 1955 Mercury начала использовать 3 микрофона, для записи на стерео ленты с 3 треками.
Техника была расширением моно центра. Микрофон центра содержал моно выпуски LP, которые сопровождали долгоиграющие стерео пластинки в 1960-е. В 1961 году Mercury увеличила использование стерео техники с тремя микрофонами при использовании для записи 35mm магнитной плёнки вместо полудюймовой. Толщина и ширина 35mm магнитной плёнки получила расширенный частотный диапазон. С серией Living Presence Mercury работали, делая стерео-записи начиная с лент с 3 треками.
В 1961 голландская компания — «Philips Records», отказавшись от договора с «Columbia Records» вне Северной Америки, подписала соглашение с Mercury Records. Впоследствии «Philips Resords», перекупила Mercury и дочерние лейблы ради расширения основной американской базы. 
В 1962 году «Philips Records» соединил свои звукозаписывающие процессы с Deutsche Grammophon, чтобы стать PolyGram в 1972 году.
PolyGram и Mercury были слиты воедино в «Casablanca Records», перекупая известных артистов тяжелого металла, таких как Kiss и звёзд дискотеки Donna Summer, Village People. В 1982 году лейбл включил в производство таких известных артистов, как Scorpions, Rush, Tears for Fears, Bon Jovi, и Def Leppard.
В конце 1998 PolyGram был куплен корпорацией Seagrams, которая в те годы поглотила компанию Universal Music Group. При реорганизации, Mercury Records были переименованы в недавно сформированную музыкальную группу The Island Def Jam Music Group. Список популярности Mercury преобладал над «Island Records», в то время, как её офис нашёл новый дом в Def Jam Records. Прежняя единица страны Mercury стала Mercury Nashville Records и всё ещё активна как Universal Music Group Nashville. Сегодня Mercury продолжает работу, как функционирующий лейбл Великобритании.

## Известные исполнители, записывавшиеся на лейбле
- Apocalyptica
- Shania Twain
- Arcade Fire
- Anastacia
- Aphrodite's Child
- Чак Берри
- Biohazard
- Bon Jovi
- Джон Бон Джови
- Gorky Park
- Chase & Status
- Cinderella
- Darren Hayes
- Just Jack
- Кёртис Блоу
- Мэрайя Кэри
- Джонни Кэш
- Мориси Каложеро
- Kiss
- Питер Гэбриэл
- Ли Хезлвуд
- Элтон Джон
- Lamb
- Рой Орбисон
- Осборн, Джоан
- Queen
- The Killers
- The Platters
- The Runaways
- Thin Lizzy
- Роберт Плант
- Scorpions
- Son of Dork
- Ugly Kid Joe
- Джонни Мэтис
- Donna Summer
- Габор Сабо
- Род Стюарт
- Propaganda
- Карл Перкинс
- Марк Нопфлер
- Texas
- Yello
- Jamiroquai
- Игги Азалия
- Status Quo
- Дуэйн Оллмэн